# Danh sách cầu thủ tham dự Giải vô địch bóng đá châu Âu 1968
Đây là các đội hình tham dự Giải vô địch bóng đá châu Âu 1968 diễn ra ở Ý, từ ngày 5 đến ngày 10 tháng 6 năm 1968. Tuổi của cầu thủ được tính đến ngày khai mạc giải đấu (5 tháng 6 năm 1968).
Mỗi cầu thủ trong giải đấu chơi cho một câu lạc bộ ở quê nhà.

## Anh
Huấn luyện viên: Alf Ramsey
| Số | Vt | Cầu thủ                  | Ngày sinh (tuổi)            | Số trận | Câu lạc bộ        |
| -- | -- | ------------------------ | --------------------------- | ------- | ----------------- |
| 1  | TM | Gordon Banks             | 30 tháng 12, 1937 (30 tuổi) | 43      | Stoke City        |
| 2  | HV | Keith Newton             | 23 tháng 6, 1941 (26 tuổi)  | 9       | Blackburn Rovers  |
| 3  | HV | Ray Wilson               | 17 tháng 12, 1934 (33 tuổi) | 61      | Everton           |
| 4  | TV | Alan Mullery             | 23 tháng 11, 1941 (26 tuổi) | 10      | Tottenham Hotspur |
| 5  | HV | Brian Labone             | 23 tháng 1, 1940 (28 tuổi)  | 9       | Everton           |
| 6  | HV | Bobby Moore (đội trưởng) | 12 tháng 4, 1941 (27 tuổi)  | 61      | West Ham United   |
| 7  | TV | Alan Ball                | 12 tháng 5, 1945 (23 tuổi)  | 26      | Everton           |
| 8  | TĐ | Roger Hunt               | 20 tháng 7, 1938 (29 tuổi)  | 30      | Liverpool         |
| 9  | TV | Bobby Charlton           | 11 tháng 10, 1937 (30 tuổi) | 85      | Manchester United |
| 10 | TĐ | Geoff Hurst              | 8 tháng 12, 1941 (26 tuổi)  | 20      | West Ham United   |
| 11 | TV | Martin Peters            | 8 tháng 11, 1943 (24 tuổi)  | 19      | West Ham United   |
| 12 | TM | Alex Stepney             | 18 tháng 9, 1942 (25 tuổi)  | 1       | Manchester United |
| 13 | TM | Gordon West              | 24 tháng 4, 1943 (25 tuổi)  | 0       | Everton           |
| 14 | HV | Cyril Knowles            | 13 tháng 7, 1944 (23 tuổi)  | 4       | Tottenham Hotspur |
| 15 | HV | Jack Charlton            | 8 tháng 5, 1935 (33 tuổi)   | 28      | Leeds United      |
| 16 | HV | Tommy Wright             | 21 tháng 10, 1944 (23 tuổi) | 0       | Everton           |
| 17 | TV | Nobby Stiles             | 18 tháng 5, 1942 (26 tuổi)  | 24      | Manchester United |
| 18 | TĐ | Mike Summerbee           | 15 tháng 12, 1942 (25 tuổi) | 3       | Manchester City   |
| 19 | HV | Norman Hunter            | 29 tháng 10, 1943 (24 tuổi) | 8       | Leeds United      |
| 20 | TV | Colin Bell               | 26 tháng 2, 1946 (22 tuổi)  | 2       | Manchester City   |
| 21 | TĐ | Jimmy Greaves            | 20 tháng 2, 1940 (28 tuổi)  | 57      | Tottenham Hotspur |
| 22 | TV | Peter Thompson           | 27 tháng 11, 1942 (25 tuổi) | 14      | Liverpool         |

## Ý
Huấn luyện viên: Ferruccio Valcareggi
| Số | Vt | Cầu thủ                         | Ngày sinh (tuổi)            | Số trận | Câu lạc bộ     |
| -- | -- | ------------------------------- | --------------------------- | ------- | -------------- |
| 1  | TM | Enrico Albertosi                | 2 tháng 11, 1939 (28 tuổi)  | 18      | Fiorentina     |
| 2  | TĐ | Pietro Anastasi                 | 7 tháng 4, 1948 (20 tuổi)   | 0       | Varese         |
| 3  | HV | Angelo Anquilletti              | 25 tháng 4, 1943 (25 tuổi)  | 0       | Milan          |
| 4  | HV | Giancarlo Bercellino            | 9 tháng 10, 1941 (26 tuổi)  | 5       | Juventus       |
| 5  | HV | Tarcisio Burgnich               | 25 tháng 4, 1939 (29 tuổi)  | 21      | Internazionale |
| 6  | TĐ | Giacomo Bulgarelli              | 24 tháng 10, 1940 (27 tuổi) | 29      | Bologna        |
| 7  | HV | Ernesto Castano                 | 2 tháng 5, 1939 (29 tuổi)   | 2       | Juventus       |
| 8  | TV | Giancarlo De Sisti              | 13 tháng 3, 1943 (25 tuổi)  | 2       | Fiorentina     |
| 9  | TĐ | Angelo Domenghini               | 25 tháng 8, 1941 (26 tuổi)  | 12      | Internazionale |
| 10 | HV | Giacinto Facchetti (đội trưởng) | 18 tháng 7, 1942 (25 tuổi)  | 34      | Internazionale |
| 11 | TV | Giorgio Ferrini                 | 18 tháng 8, 1939 (28 tuổi)  | 5       | Torino         |
| 12 | TV | Aristide Guarneri               | 7 tháng 3, 1938 (30 tuổi)   | 19      | Bologna        |
| 13 | TV | Antonio Juliano                 | 1 tháng 1, 1943 (25 tuổi)   | 10      | Napoli         |
| 14 | TV | Giovanni Lodetti                | 10 tháng 8, 1942 (25 tuổi)  | 16      | Milan          |
| 15 | TĐ | Sandro Mazzola                  | 8 tháng 11, 1942 (25 tuổi)  | 29      | Internazionale |
| 16 | TĐ | Pierino Prati                   | 13 tháng 12, 1946 (21 tuổi) | 2       | Milan          |
| 17 | TĐ | Luigi Riva                      | 7 tháng 11, 1944 (23 tuổi)  | 6       | Cagliari       |
| 18 | TV | Gianni Rivera                   | 18 tháng 8, 1943 (24 tuổi)  | 31      | Milan          |
| 19 | HV | Roberto Rosato                  | 18 tháng 8, 1943 (24 tuổi)  | 15      | Milan          |
| 20 | HV | Sandro Salvadore                | 29 tháng 11, 1939 (28 tuổi) | 29      | Juventus       |
| 21 | TM | Lido Vieri                      | 16 tháng 7, 1939 (28 tuổi)  | 4       | Torino         |
| 22 | TM | Dino Zoff                       | 28 tháng 2, 1942 (26 tuổi)  | 1       | Napoli         |

## Liên Xô
Huấn luyện viên: Mikhail Yakushin
| Số | Vt | Cầu thủ                         | Ngày sinh (tuổi)            | Số trận | Câu lạc bộ     |
| -- | -- | ------------------------------- | --------------------------- | ------- | -------------- |
| 1  | TM | Yuri Pshenichnikov              | 2 tháng 6, 1940 (28 tuổi)   | 15      | CSKA Moscow    |
| 2  | TV | Viktor Anichkin                 | 8 tháng 12, 1941 (26 tuổi)  | 20      | Dynamo Moscow  |
| 3  | HV | Valentin Afonin                 | 22 tháng 12, 1939 (28 tuổi) | 32      | CSKA Moscow    |
| 4  | TĐ | Anatoliy Banishevskiy           | 23 tháng 2, 1946 (22 tuổi)  | 38      | Neftchi Baku   |
| 5  | TĐ | Anatoliy Byshovets              | 23 tháng 4, 1946 (22 tuổi)  | 16      | Dynamo Kyiv    |
| 6  | TV | Valery Voronin                  | 17 tháng 7, 1939 (28 tuổi)  | 66      | Torpedo Moscow |
| 7  | TĐ | Gennady Yevriuzhikin            | 4 tháng 7, 1944 (23 tuổi)   | 7       | Dynamo Moscow  |
| 8  | HV | Yuri Istomin                    | 3 tháng 7, 1944 (23 tuổi)   | 9       | CSKA Moscow    |
| 9  | TM | Anzor Kavazashvili              | 19 tháng 7, 1940 (27 tuổi)  | 20      | Torpedo Moscow |
| 10 | HV | Vladimir Kaplichny              | 26 tháng 5, 1944 (24 tuổi)  | 7       | CSKA Moscow    |
| 11 | TĐ | Eduard Malofeyev                | 2 tháng 6, 1942 (26 tuổi)   | 28      | Dynamo Minsk   |
| 12 | TV | Vladimir Muntyan                | 14 tháng 9, 1946 (21 tuổi)  | 0       | Dynamo Kyiv    |
| 13 | TĐ | Givi Nodia                      | 2 tháng 1, 1948 (20 tuổi)   | 2       | Dinamo Tbilisi |
| 14 | TM | Evgeni Rudakov                  | 2 tháng 1, 1942 (26 tuổi)   | 1       | Dynamo Kyiv    |
| 15 | HV | Vladimir Levchenko              | 18 tháng 2, 1944 (24 tuổi)  | 2       | Dynamo Kyiv    |
| 16 | TV | Murtaz Khurtsilava              | 5 tháng 1, 1943 (25 tuổi)   | 30      | Dinamo Tbilisi |
| 17 | TV | Igor Chislenko                  | 4 tháng 1, 1939 (29 tuổi)   | 53      | Dynamo Moscow  |
| 18 | HV | Albert Shesternyov (đội trưởng) | 20 tháng 6, 1941 (26 tuổi)  | 59      | CSKA Moscow    |
| 19 | TV | Aleksandr Lenev                 | 25 tháng 9, 1944 (23 tuổi)  | 6       | Torpedo Moscow |
| 20 | TV | Kakhi Asatiani                  | 1 tháng 1, 1947 (21 tuổi)   | 2       | Dinamo Tbilisi |
| 21 | HV | Gennady Logofet                 | 15 tháng 2, 1942 (26 tuổi)  | 9       | Spartak Moskva |
| 22 | TĐ | Nikolai Smolnikov               | 10 tháng 3, 1949 (19 tuổi)  | 3       | Neftchi Baku   |

## Nam Tư
Huấn luyện viên: Rajko Mitić
| Số | Vt | Cầu thủ                    | Ngày sinh (tuổi)            | Số trận | Câu lạc bộ         |
| -- | -- | -------------------------- | --------------------------- | ------- | ------------------ |
| 1  | TM | Ilija Pantelić             | 2 tháng 8, 1942 (25 tuổi)   | 15      | Vojvodina Novi Sad |
| 2  | HV | Mirsad Fazlagić            | 4 tháng 4, 1943 (25 tuổi)   | 16      | FK Sarajevo        |
| 3  | HV | Milan Damjanović           | 15 tháng 10, 1943 (24 tuổi) | 3       | Partizan Belgrade  |
| 4  | TV | Borivoje Đorđević          | 2 tháng 8, 1948 (19 tuổi)   | 3       | Partizan Belgrade  |
| 5  | HV | Blagoje Paunović           | 4 tháng 6, 1947 (21 tuổi)   | 3       | Partizan Belgrade  |
| 6  | HV | Dragan Holcer              | 19 tháng 1, 1945 (23 tuổi)  | 13      | Hajduk Split       |
| 7  | TV | Ilija Petković             | 22 tháng 9, 1945 (22 tuổi)  | 1       | OFK Belgrade       |
| 8  | TV | Ivica Osim                 | 6 tháng 5, 1941 (27 tuổi)   | 12      | FK Zeljeznicar     |
| 9  | TĐ | Vahidin Musemić            | 29 tháng 10, 1946 (21 tuổi) | 3       | FK Sarajevo        |
| 10 | TV | Rudolf Belin               | 4 tháng 11, 1942 (25 tuổi)  | 20      | Dinamo Zagreb      |
| 11 | TĐ | Dragan Džajić (đội trưởng) | 30 tháng 5, 1946 (22 tuổi)  | 25      | Red Star Belgrade  |
| 12 | TM | Radomir Vukčević           | 15 tháng 9, 1944 (23 tuổi)  | 2       | Hajduk Split       |
| 13 | TM | Ratomir Dujković           | 24 tháng 2, 1946 (22 tuổi)  | 0       | Red Star Belgrade  |
| 14 | HV | Rajko Aleksić              | 19 tháng 2, 1947 (21 tuổi)  | 0       | Vojvodina Novi Sad |
| 15 | TV | Miroslav Pavlović          | 23 tháng 10, 1942 (25 tuổi) | 0       | Red Star Belgrade  |
| 16 | TV | Jovan Aćimović             | 21 tháng 6, 1948 (19 tuổi)  | 0       | Red Star Belgrade  |
| 17 | HV | Mladen Ramljak             | 1 tháng 7, 1945 (22 tuổi)   | 5       | Dinamo Zagreb      |
| 18 | HV | Ljubomir Mihajlović        | 4 tháng 9, 1943 (24 tuổi)   | 6       | Partizan Belgrade  |
| 19 | TV | Ivica Brzić                | 28 tháng 5, 1941 (27 tuổi)  | 0       | Vojvodina Novi Sad |
| 20 | TĐ | Boško Antić                | 7 tháng 1, 1945 (23 tuổi)   | 0       | FK Sarajevo        |
| 21 | TV | Dobrivoje Trivić           | 26 tháng 10, 1943 (24 tuổi) | 5       | Vojvodina Novi Sad |
| 22 | TĐ | Idriz Hošić                | 17 tháng 2, 1944 (24 tuổi)  | 1       | Partizan Belgrade  |